# Лоренцо Фонтана
Лоренцо Фонтана (итал. Lorenzo Fontana; Верона, 10. април 1980) је италијански политичар и актуелни председник Дома посланика Републике Италије од 14. октобра 2022. Претходно је био министар европских послова, министар за породицу и инвалиде и посланик у Европском парламенту. Члан је Лиге и важи се ултраконзервативног политичара.